# Championnat du Portugal de football de deuxième division 2006-2007
Le Championnat du Portugal de football D2 2006-2007 est la 17e édition de la compétition qui voit le sacre du Leixões SC.
Le début de cette saison 2006-2007 est marqué par le -9 points du Gil Vicente FC, à cause d'irrégularités dans le contrat du joueur Mateus Galiano da Costa.
Le meilleur buteur de ce championnat est le brésilien Roberto Alcântara qui inscrit 17 buts avec le Leixões Sport Club. 

## Classement
| Rang | Équipe                 | Pts | J  | G  | N  | P  | Bp | Bc | Diff |
| ---- | ---------------------- | --- | -- | -- | -- | -- | -- | -- | ---- |
| 1    | Leixões SC             | 60  | 30 | 18 | 6  | 6  | 45 | 21 | +24  |
| 2    | Vitoria Guimarães      | 55  | 30 | 16 | 7  | 7  | 44 | 20 | +24  |
| 3    | Rio Ave                | 53  | 30 | 15 | 8  | 7  | 44 | 37 | +7   |
| 4    | CD Santa Clara         | 50  | 30 | 15 | 5  | 10 | 34 | 31 | +3   |
| 5    | Gondomar SC            | 45  | 30 | 13 | 6  | 11 | 33 | 30 | +3   |
| 6    | Feirense               | 45  | 30 | 12 | 9  | 8  | 27 | 24 | +3   |
| 7    | Varzim                 | 44  | 30 | 12 | 8  | 10 | 34 | 37 | -3   |
| 8    | FC Penafiel            | 41  | 30 | 10 | 11 | 9  | 23 | 27 | -4   |
| 9    | Olhanense              | 40  | 30 | 10 | 10 | 10 | 29 | 31 | -2   |
| 10   | Estoril-Praia          | 37  | 30 | 10 | 7  | 13 | 30 | 35 | -5   |
| 11   | CD Trofense            | 36  | 30 | 9  | 9  | 12 | 27 | 26 | +1   |
| 12   | Gil Vicente FC         | 36  | 30 | 12 | 9  | 9  | 27 | 27 | 0    |
| 13   | FC Vizela              | 34  | 30 | 9  | 7  | 14 | 29 | 32 | -3   |
| 14   | Portimonense SC        | 30  | 30 | 7  | 9  | 14 | 28 | 42 | -14  |
| 15   | CD Olivais e Moscavide | 27  | 30 | 7  | 6  | 17 | 26 | 42 | -16  |
| 16   | Deportivo Chaves       | 16  | 30 | 3  | 7  | 20 | 16 | 43 | -27  |

|  | Promotion en 1re division |
|  | Relégation en 3e division |